# Симблефарон
Симблефарон (лат. symblepharon) представља срастање капака са очном јабучицом настало услед ожиљака који спајају вежњачу (конјунктиву) капака, прелазне боре и очне јабучице.
Симблефарон се најчешће виђа после повреде и то нарочито хемијским средствима као што су креч и масна сода. Могу га изазвати и нека запаљењска и дегенеративна обољења вежњаче (трахом, пемфигус и др).

## Клиничка слика
Ожиљне сраслине могу да вежу само близину руба капака (лат. symblepharon anterius), када испод сраслине може да се подвуче сонда кроз прелазну бору, могу да захавате прелазну бору и њену околину (лат. symblepharon posterius), као и да постоји потпуно срастање капака са очном јабучицом (лат. symblepharon totale). У сраслине може да буде увучена и рожњача (лат. corneosymblepharon). Овакве сраслине ометају нормално покретање очне јабучице.

## Дијагноза и лечење
Дијагноза се поставлај на основу анамнезе, клиничке слике и офталмолошког прегледа.
Лечење је хируршко и подразумева ослобађање сраслина. Ако су срасле веће површине, мора се надокнадити ожиљно измењена вежњача трансплантантом слузокоже.